# Emma Peeters (film)
Pour plus de détails, voir Fiche technique et Distribution.
Emma Peeters est une comédie romantique belgo-canadienne réalisée par Nicole Palo et sortie en 2018.

## Synopsis
Emma Peeters va avoir 35 ans. Après des années de galère à Paris à essayer de devenir actrice, elle décide de se suicider pour réussir quelque chose dans sa vie.
Elle fixe la date à la semaine suivante, le jour de son anniversaire. Pour le meilleur et pour le pire, elle rencontre Alex Bodart, un employé de pompes funèbres un peu bizarre qui va proposer de l’aider…

## Fiche technique
- Titre original : Emma Peeters
- Titre anglais ou international : Emma Peeters
- Réalisation : Nicole Palo
- Scénario : Nicole Palo
- Image: Tobie Marier Robitaille
- Décors : Isabelle Girard
- Costumes : Gaëlle Fierens
- Son : Martyne Morin
- Montage image : Frédérique Broos
- Montage son : Christian Rivest
- Mixage : Isabelle Lussier
- Musique : Robert Marcel Lepage
- Production : Alon Knoll et Gregory Zalcman (Belgique), Serge Noël (Canada)
- Société(s) de production : Take Five (Belgique)
- Société de coproduction : Possibles Média (Canada)
- En coproduction avec : RTBF (Télévision belge) ; Proximus
- Avec l’aide du Centre du Cinéma et de l'Audiovisuel de la Fédération Wallonie-Bruxelles, SODEC, Téléfilm Canada, La Région de Bruxelles-Capitale, Eurimages, Programme Europe Créative - MEDIA de l'Union européenne, Tax Shelter du Gouvernement Fédéral Belge, Crédit d’impôt Québec.
- Société(s) de distribution : Imagine Films Distribution (Belgique) ; K-Films Amérique (Canada)
- Vendeur international: True Colors (Italie)
- Pays d’origine :  Belgique,  Canada
- Langue originale : français
- Format : couleur
- Genre : comédie romantique
- Durée : 87 minutes
- Dates de sortie :
  - Canada : 2 novembre 2018
  - Belgique : 17 avril 2019

## Distribution
- Monia Chokri : Emma
- Fabrice Adde : Alex
- Stéphanie Crayencour : Lulu
- Andréa Ferréol : Bernadette
- Anne Sylvain : Maman
- Jean-Henri Compère : Papa
- Thomas Mustin : Bob
- Jean-Noël Delfanne : Serge
- Aran Bertetto : Pietro
- Hervé Piron : Le Shaman
- Ingrid Heiderscheidt : La productrice
- Christophe Lambert : Le casteur
- Maxime Pistorio : Le collègue sympa
- Colette Sodoyez : La supérieure Tardy
- Lara Hubinont
- Frédéric Clou : Le figurant

## Production

### Tournage
Le tournage a duré six semaines, entre novembre et décembre 2017 à Paris et Bruxelles. 

## Accueil

### Festivals et sorties
Emma Peeters a été sélectionné comme film de clôture de l'édition 2018 des Giornate Degli Autori de Venise. Le film a reçu le prix de Best Director au Festival de la Comédie de Monte-Carlo dont le jury était présidé par Emir Kusturica.
Il est sorti en salle au Canada le 2 novembre 2018 et en Belgique le 17 avril 2019.

### Réception critique
Caroline Vié parle d'« une comédie tendre avec la pétillante Québécoise Monia Chokri dans le rôle-titre » ; l'actrice incarne avec Fabrice Adde « un duo farfelu uni par un projet mortifère qu’il parvient à rendre joyeux ». Si Pierre Monastier regrette une « absence de singularité », il salue la performance de Monia Chokri et reconnaît in fine que « le film se regarde bien. [...] Tout est attendu, prévisible, mais non dérangeant ». Jacques Brinaire dit avoir passé « un délicieux moment » et voit dans cette œuvre, sortie peu avant Noël, « un film charmant à déguster pour les fêtes ».

## Distinctions

### Récompenses
- Monte-Carlo Film Festival : Best Director

### Nominations et sélections
- Giornate degli autori : film de clôture
- Cinemania de Montréal
- Festival International du film francophone de Tübingen - Stuttgart
- Arras Film festival
- Tournai Ramdam Festival : Film de clôture
- Göteborg Film Festival
- Santa Barbara International Film Festival
- Monte-Carlo Film Festival
- Festival du cinéma belge de Moustier
- Chicago European Union Film Festival
- Festival du Film Francophone de Grèce
- Seattle International Film Festival
- Edinburgh International Film Festival